# Ана Лусія Мільяріні де Леон
Ана Лусія Мільяріні де Леон (ісп. Ana Lucía Migliarini de León; нар. 16 грудня 1983) — колишня уругвайська тенісистка.
Найвищу одиночну позицію світового рейтингу — 338 місце досягла 31 березня 2003, парну — 338 місце — 25 листопада 2002 року.
Здобула 3 одиночні та 8 парних титулів туру ITF.

## Фінали ITF

### Одиночний розряд (3–5)
| Легенда          |
| ---------------- |
| турніри $100,000 |
| турніри $75,000  |
| турніри $50,000  |
| турніри $25,000  |
| турніри $10,000  |

| Фінали за покриттям |
| ------------------- |
| Тверде (0–2)        |
| Ґрунт (3–3)         |
| Трава (0–0)         |
| Килим (0–0)         |

| Результат | Дата           | Рівень | Турнір                   | Покриття | Суперниця           | Рахунок          |
| --------- | -------------- | ------ | ------------------------ | -------- | ------------------- | ---------------- |
| Поразка   | 16 квітня 2001 | 10,000 | Белу-Оризонті, Бразилія  | Тверде   | Елга Віейра         | 4–6, 7–5, 3–6    |
| Поразка   | 30 квітня 2001 | 10,000 | Флоріанополіс, Бразилія  | Ґрунт    | Аннетте Кольб       | 4–6, 7–5, 3–6    |
| Поразка   | 29 липня 2001  | 10,000 | Гуаякіль, Еквадор        | Ґрунт    | Карла Тіене         | 2–6, 0–6         |
| Перемога  | 2 вересня 2001 | 10,000 | Монтевідео, Уругвай      | Ґрунт    | Сабріна Ейсенберг   | 6–3, 6–2         |
| Перемога  | 10 червня 2002 | 10,000 | Кендзежин-Козьле, Польща | Ґрунт    | Анна Бєлень-Жарська | 2–6, 6–1, 7–6(4) |
| Поразка   | 1 жовтня 2002  | 10,000 | Мехікалі, Мексика        | Тверде   | Селесте Контін      | 6–4, 3–6, 4–6    |
| Поразка   | 7 жовтня 2002  | 10,000 | Лос-Мочіс, Мексика       | Ґрунт    | Ваніна Гарсія Сокол | 5–7, 3–6         |
| Перемога  | 14 червня 2002 | 10,000 | Пачука-де-Сото, Мексика  | Ґрунт    | Карін Пальме        | 6–1, 4–6, 7–5    |

### Парний розряд (8–11)
| Легенда          |
| ---------------- |
| турніри $100,000 |
| турніри $75,000  |
| турніри $50,000  |
| турніри $25,000  |
| турніри $10,000  |

| Фінали за покриттям |
| ------------------- |
| Тверде (2–0)        |
| Ґрунт (6–11)        |
| Трава (0–0)         |
| Килим (0–0)         |

| Результат | Дата             | Рівень | Турнір                   | Покриття | Партнерка               | Суперниці                            | Рахунок       |
| --------- | ---------------- | ------ | ------------------------ | -------- | ----------------------- | ------------------------------------ | ------------- |
| Перемога  | 30 квітня 2001   | 10,000 | Флоріанополіс, Бразилія  | Ґрунт    | Клаудія Сальгес         | Марія Фернанда Алвеш Тасія Сону      | 6–3, 3–6, 6–4 |
| Перемога  | 29 липня 2001    | 10,000 | Гуаякіль, Еквадор        | Ґрунт    | Даніела Альварес        | Марія Алехандра Гарсія Ларісса Шерер | 6–2, 6–2      |
| Поразка   | 6 серпня 2001    | 10,000 | Ліма, Перу               | Ґрунт    | Данієла Альварес        | Марія Фернанда Алвеш Карла Тіене     | 6–0, 3–6, 2–6 |
| Поразка   | 13 серпня 2001   | 10,000 | Ла-Пас, Болівія          | Ґрунт    | Данієла Альварес        | Меліса Аревало Карла Тіене           | 2–4 ret.      |
| Поразка   | 3 червня 2002    | 10,000 | Познань, Польща          | Ґрунт    | Селесте Контін          | Йоланда Менс Тессі ван де Вен        | 2–6, 2–6      |
| Перемога  | 24 червня 2002   | 10,000 | Періге, Франція          | Ґрунт    | Джорджа Мортелло        | Зузана Черна Ірена Носенко           | 7–6(3), 6–2   |
| Перемога  | 4 серпня 2002    | 10,000 | Манта (Еквадор), Еквадор | Ґрунт    | Данієла Альварес        | Марія Еухенія Бріто Рехіна Темес     | 6–2, 4–6, 6–3 |
| Перемога  | 12 серпня 2002   | 10,000 | Ла-Пас, Болівія          | Ґрунт    | Данієла Альварес        | Лівія Аззі Бруна Колозіу             | 1–6, 6–3, 6–0 |
| Поразка   | 19 серпня 2002   | 10,000 | Асунсьйон, Парагвай      | Ґрунт    | Данієла Альварес        | Maria Claudia Alves Бруна Колозіу    | 4–6, 6–1, 2–6 |
| Перемога  | 1 жовтня 2002    | 10,000 | Мехікалі, Мексика        | Тверде   | Селесте Контін          | Марсела Еванжеліста Летісія Собрал   | 6–4, 6–2      |
| Перемога  | 7 жовтня 2002    | 10,000 | Лос-Мочіс, Мексика       | Ґрунт    | Селесте Контін          | Хорхеліна Баррера Флоренсія Рівольта | 7–5, 6–1      |
| Поразка   | 14 червня 2002   | 10,000 | Пачука-де-Сото, Мексика  | Ґрунт    | Селесте Контін          | Еріка Кларке Грасіела Велес          | 0–6, 1–6      |
| Поразка   | 29 вересня 2003  | 10,000 | Гвадалахара, Мексика     | Ґрунт    | Маріна Таваріс          | Марсела Еванжеліста Карла Тіене      | 0–6, 6–3, 3–6 |
| Поразка   | 27 жовтня 2003   | 10,000 | Сьюдад Обрегон, Мексика  | Ґрунт    | Даніела Муньос Галлегос | Меліса Аревало Кільдін Шевальє       | 6–1, 2–6, 4–6 |
| Поразка   | 3 листопада 2003 | 10,000 | Лос-Мочіс, Мексика       | Ґрунт    | Даніела Муньос Галлегос | Соледад Есперон Флавія Міґнола       | 2–6, 1–6      |
| Поразка   | 5 вересня 2004   | 10,000 | Асунсьйон, Парагвай      | Ґрунт    | Бруна Колозіу           | Бетіна Хосамі Вероніка Сп'єхель      | 5–7, 4–6      |
| Поразка   | 11 вересня 2004  | 10,000 | Сантьяго, Чилі           | Ґрунт    | Бруна Колозіу           | Марія Хосе Архері Летісія Собрал     | 2–6, 0–6      |
| Поразка   | 25 жовтня 2004   | 10,000 | Лос-Мочіс, Мексика       | Ґрунт    | Валентіна Кастро        | Хорхеліна Краверо Флавія Міґнола     | 2–6, 6–3, 5–7 |
| Перемога  | 7 березня 2005   | 10,000 | Толука-де-Лердо, Мексика | Тверде   | Валентіна Кастро        | Лорен Фішер Крістіна Фусано          | 6–2, 4–6, 7–5 |